# Jeff Waters
Jeff Waters (ur. 13 lutego 1966 w Ottawie) – kanadyjski muzyk, kompozytor i instrumentalista, wirtuoz gitary. Waters znany jest przede wszystkim z występów w thrashmetalowej grupie muzycznej Annihilator. Muzyk współpracował również takimi grupami jak Soulscar, After Forever, Dew-Scented, Legen Beltza, Children of Bodom, Memorain czy Merendine Atomiche.
W 2005 roku Waters wziął udział w nagraniach The All-Star Sessions Roadrunner United.

## Kariera w Annihilator
Waters założył zespół w Ottawie (Kanadzie) w 1984 r. Napisał i nagrał utwór "Annihilator"( nie mylić z piosenką o tej samej nazwie z 1994 r.) z piosenkarzem Johnem Batesem. Piosenka ta została wydana na specjalnej edycji albumu z 2005 r., Schizo Deluxe.
Na przestrzeni lat Waters często zmieniał skład zespołu. Jego celem w początkach istnienia grupy było utworzenie stabilnego składu zespołu, jednak jego członkowie opuszczali go z różnych przyczyn np. rodzinnych czy z powodu uzależnienia od narkotyków.
Z tego powodu Jeff przejął rolę basisty, producenta i pisarza tekstów piosenek będąc jednocześnie głównym gitarzystą zespołu.
Po jakimś czasie wpadł na pomysł współpracy z wieloma innymi muzykami i zatrudnił Dave'a Paddena jako głównego wokalistę.
Waters udzielał swojego głosu na trzech albumach grupy w piosenkach "Holding On" z All For You, "Too Far Gone" z albumu Schizo Deluxe i "Operation Annihilation" z albumu Metal.
Annihilator uczestniczy w trasach po Europie i Azji od 1989 roku i pomimo braku popularności w Stanach Zjednoczonych i Kanadzie stał się jednym z najlepiej sprzedających się kanadyjskich zespołów metalowych.

## Dokonania
Waters był wymieniany przez wielu muzyków metalowych jako mający wielki wpływ na ich styl gry na gitarze. Artyści z zespołów takich jak 3 Doors Down, Slipknot, Nickelback, Megadeth, Killswitch Engage, Lamb of God, In Flames, Danko Jones, HIM, Children of Bodom inspirowali się stylem gry Watersa, tekstami jego piosenek, często uważając się za jego fanów.
Publicysta Joel McIver umieścił Jeffa na trzecim miejscu wśród gitarzystów metalowych w swojej książce "The 100 Greatest Metal Guitarists" z 2008 roku.
Waters jest często w internecie opisywany jako najbardziej niedoceniony gitarzysta metalowy i pisarz piosenek.

## Wybrana dyskografia
| Rok  | Wykonawca          | Album                 |
| ---- | ------------------ | --------------------- |
| 2003 | Merendine Atomiche | Walk Across Fire      |
| 2005 | Roadrunner United  | The All-Star Sessions |
| 2006 | Legen Beltza       | Dimension of Pain     |
| 2006 | Memorain           | Reduced to Ashes      |
| 2007 | After Forever      | After Forever         |
| 2007 | Dew-Scented        | Incinerate            |
| 2008 | Destruction        | D.E.V.O.L.U.T.I.O.N.  |
| 2013 | Children of Bodom  | Halo of Blood         |

## Instrumentarium
- RAN Jeff Waters Annihilator Signature[13]
- Gibson Jeff Waters Annihilation-V[14]
- Laboga Mr. Hector[15]